# Більчиртуй
Більчирту́й (рос. Бильчиртуй) — село у складі Могойтуйського району Забайкальського краю, Росія. Входить до складу Цаган-Челутайського сільського поселення.

## Населення
Населення — 488 осіб (2010; 401 у 2002).
Національний склад (станом на 2002 рік):
- росіяни — 75 %